# Lista ambasadorilor Franței în România
Lista ambasadorilor Franței în România
- 1881-1884: Maximilien-Napoléon,Théodore, baron de Ring, ministru plenipotențiar
- 1884-1885: Ladislau Symphorien Joseph Ordega, trimis extraordinar și ministru plenipotențiar
- 1885-1895: Gustave de Coutouly de Dorset, trimis extraordinar și ministru plenipotențiar
- 1895-1897: Jules d'Aubygny, trimis extraordinar și ministru plenipotențiar
- 1897-1904: Arsène Saint Charles Henry, trimis extraordinar și ministru plenipotențiar
- 1904-1907: Ernest-René Joseph Adrien Bourgarel, trimis extraordinar și ministru plenipotențiar
- 1907-1916: Jean-Camille Blondel, trimis extraordinar și ministru plenipotențiar
- 1917-1920: Auguste-Félix-Charles de Beaupoil, conte de Saint-Aulaire
- 1920-1923: Émile Daeschner
- 1933-1936: Charles Olivier François de Paule André Lefèvre, marchiz d'Ormesson
- 1936-1940: Adrien Thierry
- 1940-1943: Jackues Trowel
- 1943-1944: Paul Morand
- 1944-1945: Roger Sarret
- 1945-1948: Jean-Paul Boncour
- 1948-1950: Pierre Charpentier
- 1950-1952: Charles Gaire
- 1952-1953: Renaud Sivan
- 1953-1958: Pierre Frankfurt
- 1958-1960: Jacques-Émile Paris
- 1960-1964: Pierre Bouffanais
- 1964-1968: Louis Pons
- 1968-1972: Pierre Pelen
- 1972-1975: Francis Levasseur
- 1975-1977: Raoul Delaye
- 1977-1981: Pierre Cerles
- 1981- 1983 : Marcel Beaux
- 1983- 1987 : Michel Rougagnou
- 1987- 1990 : Jean-Marie Le Breton
- 1990- 1993 : Renaud Vignal
- 1993- 1997 : Bernard Boyer
- 1997- 2002 : Pierre Ménat
- 2002-2004: Philippe Étienne
- 2004-2007: Hervé Bolot
- 2007-2012: Henri Paul
- 2012-2014: Philippe Gustin [1]
- 2014-2017: François Saint-Paul [2]
- 2017-2020: Michèle Ramis [3]
- 2020-2023: Laurence Auer [4]